# Сторож (фильм, 1963)
«Сторож» (англ. The Caretakers) — американская драма режиссёра Холла Бартлетта 1963 года.

## Сюжет
Новоприбывший в больницу доктор Маклеод пытается запустить новую программу для психически больных женщин. Его метод лечения, предусматривающий отказ от насилия и наказаний, встречает сопротивление со стороны старшей медсестры Лукреции Терри.

## В ролях
- Роберт Стэк — доктор Донован Маклеод
- Полли Берген — Лорна Мелфорд
- Дайан МакБэйн — Элисон Хорн
- Джоан Кроуфорд — Лукреция Терри
- Дженис Пейдж — Мэрион
- Ван Уильямс — доктор Ларри Деннинг
- Констанс Форд — медсестра Брэкен
- Шэрон Хагене — Конни
- Герберт Маршалл — доктор Харрингтон
- Барбара Бэрри — Эдна
- Эллен Корби — Ирен
- Ана Мария Линч — Ана
- Роберт Вон — Джим Мелфорд
- Сьюзан Оливер — медсестра Кэти Кларк
- Вирджиния Маншин — Рут